# 베네치아 공화국
가장 고귀한 베네치아 공화국(베네토어: Serenìsima Repùblica de Vèneta), 약칭 베네치아 공화국(베네토어: Respùblica de Venexia)은 이탈리아 북부의 도시 베네치아에 있던 도시국가이다. 8세기부터 1797년까지 약 1,000년 동안 독자적인 공화정 정부 형태를 갖추고 독립 도시국가로 존재했고 한때 지중해의 해양 강국으로 지중해 무역을 독점하였다. 영어식으로 읽게 되면 베니스 공화국으로도 불린다.

## 역사

### 성립
베네치아는 5세기경 게르만족의 일파가 북이탈리아를 침입하면서부터 시작한다. 당시 고트족과 롬바르드족 등 야만족의 침입을 피해 몇몇 주민들이 아드리아해의 해안가 척박한 석호에 집을 짓고 마을을 형성하기 시작했고 세월이 흐르면서 이것이 점차 도시를 이루게 되었다. 약 7세기에 이르자 주민들은 자체적으로 그들의 지도자를 뽑았고 비잔티움 황제로부터 인정을 받아 자치를 시작했다. 이를 도제라고 하는데 전하는 바에 따르면 697년 최초의 도제 파올로 루치오 아나페스토가 선출되었다고 한다.
베네치아의 수호성인은 성 마르코로 상징동물은 사자이다. 이는 828년 이집트의 알렉산드리아에서 루스티코와 트리부노라는 베네치아 상인 두 명이 성 마르코의 유해를 몰래 베네치아로 밀반입했다고 전해지기 때문이다.

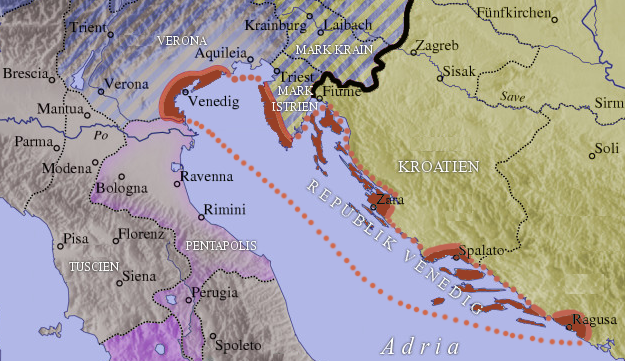
11세기 경 베네치아 공화국

### 성장
중세기 동안 베네치아는 프랑크 왕국과 비잔티움 제국의 사이에서 조금씩 그 세력을 넓혔다. 산물이라고는 소금과 생선뿐인 척박한 석호의 섬에서 베네치아는 무역 중계와 상업으로 존재했다. 당시 가장 큰 교역물품은 목재와 노예였다. 뛰어난 상술과 항해술로 베네치아는 비잔티움 제국으로부터 특혜를 얻었고 제4차 십자군 원정을 통해 점차 그 세력이 강대해졌다.

1450년경 동지중해의 판도

서기 1000년경부터 베네치아가 아드리아해 연안을 통제하자, 이에 저항하기 위해 크로아티아·슬로베니아·달마티아는 함께 1102년 헝가리 왕을 군주로 받아들였다.:200 베네치아는 비잔티움 제국의 간섭에서 완전히 벗어나 독자적인 세력으로 발전했으며 결국 1204년 제4차 십자군 때에는 당대 최대의 도시이자 비잔티움 제국의 수도인 콘스탄티노폴리스를 침공하여 함락시키기도 하였다. 이것을 결정적인 계기로 중세 비잔티움 제국의 영토에 설립되었던 라틴 제국의 황제로 당시 베네치아의 도제가 고려되었을 정도로 (하지만 공화국에 해가 될 수도 있었기 때문에 본인이 거부) 라틴 제국에서 강력한 영향력을 얻었다. 아드리아해는 물론 동지중해에 무역거점도시를 줄줄이 건설하여 무역강국으로 발전했으며 로마 교황청의 권위에도 굴복하지 않았고 신성로마제국의 세력권에도 들어가지 않았다. 또한 강력한 무역과 해상의 경쟁국인 제노바 공화국과 120여 년에 걸쳐 네 번의 전쟁을 벌여 결국 승리했다.

### 절정과 쇠퇴
15세기에 베네치아 공화국은 전성기를 맞이한다. 키프로스와 에게해의 여러 섬들을 복속하고 이탈리아 본토에 속주를 차지했으며 달마티아와 알바니아 연안에 베네치아 귀족이 통치하는 속국을 만들었다. 숙적 제노바와의 네 번의 전쟁 끝에 승리한 베네치아는 아드리아 해의 여왕이라 불리며 동지중해 무역을 독점하다시피 하여 엄청난 부를 거둬들였다. 1453년 동로마 제국이 멸망하자 베네치아는 르네상스의 주역으로 떠오른 한편, 동로마 제국을 멸망시킨 오스만 제국과 경쟁하며 끊임없이 전쟁을 벌였다.
16세기에 이르러 베네치아에 대항하는 교황령 주도의 이탈리아 동맹인 캉브레 동맹이 결성되었고 1508년 캉브레 동맹 전쟁에서 승리하지만 이후로는 더 이상 베네치아 공화국의 영토를 넓힐 수 없었다. 4차 십자군 전쟁 이후로 동지중해는 사실상 베네치아의 바다라 보아도 무리없을 정도로 경쟁자가 없었지만 1499~1503년에 오스만 제국과의 전쟁에 패하면서 동지중해에 대한 독점적인 지배권을 상실한다.
캉브레 동맹을 주도한 교황 율리우스 2 세는 여러 강국(서유럽의 대부분)들을 끌어들여 당시 이탈리아에서 가장 강력한 공화국이었던 베네치아의 지위에 철퇴를 내리고 교황령 주도의 이탈리아 통일을 꿈꾸었다. 하지만 캉브레 동맹의 전쟁중에 개신교의 세가 강해졌던 신성 로마 제국의 군대는 로마를 '부패의 상징'이라 생각해 약탈했고 사실상 이 전쟁을 기점으로 대부분의 도시 국가들은 스페인이나 프랑스와 같은 강국의 허수아비로 전락한다. 베네치아는 그나마 이 전쟁에서 승리한 덕분에 당분간 자신들의 세를 유지할 수 있었다.
그 뒤 에스파냐와 포르투갈이 아메리카 대륙을 발견하여 부와 무역의 주도권은 대서양으로 넘어가자 지중해 무역의 중요성은 점차 떨어졌다. 동방과의 교역은 지중해가 아니라 대서양을 통해서 이루어졌고 무역에 의존하는 베네치아는 점차 쇠퇴의 길을 걷게 된다. 1571년 오스만 제국에 대항하여 레판토 해전에서 승리하지만 베네치아는 오히려 키프로스를 상실했다. 이 때문에 공화국의 날개가 꺽임과 동시에 같은 시기에 흑사병으로 인하여 도시 인구가 반으로 줄었기 때문에 일부 학자들은 이를 공화국의 전성기의 끝이라고 본다. (다른 의견은 1669년 크레타의 상실을 기준으로 삼지만 아무래도 전자가 좀 더 다수인 듯 하다.) 1606년 교황 바오로 5세는 개신교와 로마 가톨릭간의 분쟁을 중재하면서 개신교에 유리하게 중재한 베네치아에게 선전 포고를 하고 베네치아를 파문해 버렸다.
이후 무역에서 주도권을 상실한 베네치아는 이후 18세기에는 무라노 섬의 유리 공예와 뛰어났던 가공 기술들,관광업 그리고 포 강 유역의 비옥한 토지와 공화국치고는 상당히 컸던 영토를 이용한 농업을 통해 그럭저럭 먹고 살 수 있었다.

### 공화국의 몰락
베네치아 공화국은 엄청난 돈을 들여가며 25년간 홀로 버틴 끝에 1669년 크레타를 오스만 제국에 빼앗기고 아드리아해에 틀어박히는 형국이 된다. (당시 베네치아가 전쟁에 사용한 비용은 전성기가 지났다긴 하지만 부유한 베네치아의 1년 세입을 훌쩍 넘기는 것이었다) 이는 역사에 기록된 가장 긴 공성전이다. 1714년 오스만 제국은 모레아의 영유권을 주장하며 펠로폰네소스 전쟁을 선포했다. 이에 맞선 오스트리아와 베네치아는 결국 오스만 제국을 굴복시키긴 했지만 오스트리아가 많은 영토를 얻은 데 비해 베네치아는 모레아를 잃었다. 이후 베네치아는 자신들의 앞마당이라고 할 수 있는 아드리아 해에 오스만 세력을 들이지 않는데 주력했다. 실제로 1716년 코르푸 섬을 성공적으로 방어하기도 하였다. (이로써 코르푸 섬은 현재 그리스라고 하는 지역에서 유일하게 이슬람의 지배를 안 받은 곳이 되었다.) 18세기말, 베네치아 공화국은 달마티아 내부까지 영역을 확대하였다.:201 이후 프랑스 혁명이 발발하고 팽창하는 열강의 틈바구니 속에서 1792년 베네치아 공화국은 비무장의 중립을 선언하지만 1797년 나폴레옹의 군대가 오스트리아군을 쫓아 베네치아를 침공했고 결국 약 1200년의 역사를 가진 베네치아 공화국은 나폴레옹에게 멸망하고 만다.

## 정부형태
정부의 수반은 도제(원수)이다. 도제는 선출직이며 종신직으로 베네치아 공화국의 상징적인 존재였다. 그러나 그 권력은 미약해서, 법안 하나를 발의할 때도 6인의 원수 보좌관 중 절반 이상의 동의를 얻어야만 했다. 그 외 베네치아의 외교 및 첩보 활동, 전쟁, 기타 정책을 비밀리에 결정하는 10인 위원회가 존재하고 있으며 10인이란 명칭과는 달리 정원은 도제와 6인의 도제 보좌관, 10명의 원로회 대표 등 17명으로 구성되어 있으며 도제와 도제 보좌관을 제외한 인원의 임기는 1년이였다. 본래 공식 업무는 공화국의 치안 유지 및 정부 전복 방지, 부패 방지였으나 조직이 작아 빠른 결정이 가능했기 때문에 업무는 점점 확대되어 1457년 경에는 정부의 전반적인 업무를 취급하게 된다. 그 외 도제를 선출하는 40인 위원회가 있으며 1229년 20:20으로 도제를 선출하지 못하는 상황이 발생하자 이후 41명으로 인원을 늘렸다. 최고 의사 결정 기관으로 12세기 말에 생긴 대회의가 있으며 13세기부터 300~500명, 후에는 900~1200명의 의원이 있었으나 1297년 처음 폐쇄된 뒤에는 특정한 귀족 가문 출신으로 제한되었으며 도제의 권한을 제한하는 기구로 그 밑의 소의회와 더불어 곧 입법과 행정 사법상의 권한을 쥐었으나 비대한 조직으로 인해 차츰 권력을 잃어갔으며 입법기관인 원로원이 존재하는 과두체제의 공화정부였다.

## 연표
- 452년 - 아틸라의 침공, 석호에 주민 이주 시작.
- 6세기 - 비잔티움 제국의 형식적인 속국.
- 697년 - 최초의 도제로 파올로 루치오 아나페스토 선출.
- 800년 - 프랑크의 샤를마뉴의 공격 격퇴, 프랑크와 동로마 양국간의 통상 교역권 획득.
- 828년 - 성 마르코의 유골 밀반입, 베네치아의 수호성인으로 인정.
- 992년 - 비잔티움 제국과의 통상 조약 체결
- 1000년 - 도제 피에트로 오르세올로 2세, 아드리아해 제해권 획득. 비잔티움 제국이 달마티아 공작 작위를 수여
- 1082년 - 비잔티움 제국으로부터 특권 획득.
- 1123년 - 이집트에 승리, 팔레스타인으로 교역을 확장하다.
- 1204년 - 제4차 십자군, 콘스탄티노폴리스 함락, 라틴 제국 성립, 동지중해의 패권을 장악.
- 1255년 - 상선 정기항로 '무다'가 시작
- 1258년 - 아코 해전, 제1차 베네치아-제노바 전쟁
- 1261년 - 콘스탄티노폴리스 상실, 라틴제국 붕괴, 비잔티움 제국 부활
- 1291년 - 아코 함락, 팔레스타인 교역기지 상실
- 1294년 - 제2차 베네치아-제노바 전쟁(~1300년)
- 1297년 - 도제 피에트로 그라데니고, 공화국 국회 개혁안 제출
- 1298년 - 쿠르촐라 해전, 제노바 해군에게 대패
- 1310년 - 바이아몬테 티에폴로와 마르코 퀴리니의 반란
- 1323년 - 공화국 국회 의원 세습제로 전환
- 1339년 - 이탈리아 반도로 영토 확장 시작.
- 1350년 - 제3차 베네치아-제노바 전쟁(~1355년)
- 1355년 - 도제 마리노 파리엘의 쿠데타 발생, 실패
- 1378년 - 제4차 베네치아-제노바 전쟁(~1381년)
- 1379년 - 키오자 전투, 제노바 공화국 격파
- 1381년 - 토리노 강화, 헝가리 왕국에게 달마티아 지방 상실
- 1386년 - 코르푸섬 영유
- 1409년 - 달마티아 재영유
- 1423년 - 비잔티움 제국으로부터 테살로니키 양도받음.
- 1430년 - 테살로니키, 오스만 제국에 함락
- 1453년 - 비잔티움 제국의 멸망.
- 1463년 - 제1차 투르크-베네치아 전쟁(~1479년)
- 1470년 - 네그로폰테, 오스만 제국에 함락.
- 1489년 - 키프로스 획득.
- 1499년 - 제2차 투르크-베네치아 전쟁(~1503년)
- 1503년 - 오스만 제국에게 모도네와 코로네 할양
- 1508년 - 캉브레 동맹 전쟁.
- 1538년 - 제3차 투르크-베네치아 전쟁(~1540년), 프레베자 해전
- 1570년 - 제4차 투르크-베네치아 전쟁(~1573년)
- 1571년 - 키프로스 함락, 레판토 해전.
- 1606년 - 교황 바오로 5세, 베네치아에 성무금지 조치
- 1645년 - 크레타 공방전 시작, 제5차 투르크-베네치아 전쟁(~1669년)
- 1669년 - 크레타 상실.
- 1684년 - 모레아 수복전. 제6차 투르크-베네치아 전쟁(~1699년)
- 1714년 - 제7차 투르크-베네치아 전쟁(~1718년)
- 1716년 - 코르푸 공방전.
- 1792년 - 베네치아 비무장 중립노선 확립.
- 1797년 - 프랑스의 침략으로 베네치아 공화국 멸망.
- 1807년 - 오스트리아 제국이 베네치아 공화국의 옛 영토를 합병함.
- 1848년 - 베네치아 공화국이 잠시 부활하였으나 이듬해 다시 소멸.
- 1866년 - 이탈리아 왕국이 오스트리아 제국으로부터 이 지역을 합병함.
- 1919년 - 이탈리아 왕국이 오스트리아-헝가리 제국으로부터 트리에스테 이스트리아 반도를 합병.

## 같이 보기
- 도제 (베네치아)
- 베네치아 공화국의 도제 목록
- 엔리코 단돌로